# Groß Weeden
Groß Weeden is een plaats (Ortsteil) die deel uitmaakt van de Duitse gemeente Rondeshagen in de deelstaat Sleeswijk-Holstein (Kreis Herzogtum Lauenburg).
Groß Weeden ligt twee kilometer verwijderd van Rondeshagen en ontstond in de 19de eeuw uit het Meierhof Groß Weeden. In 1802 werd het Meierhof omgevormd tot een Gut (heerlijkheid). In de 20ste eeuw werd Groß Weeden bij Rondeshagen gevoegd.